# Spinixestus polycuspidatus
Spinixestus polycuspidatus is een hooiwagen uit de familie Assamiidae.